# 石野遺跡
石野遺跡（いしのいせき）は、東京都小笠原村の北硫黄島にある、1世紀頃のものと推定される遺跡である。

## 北硫黄島と遺跡発見に至る経緯

### 北硫黄島の位置と環境

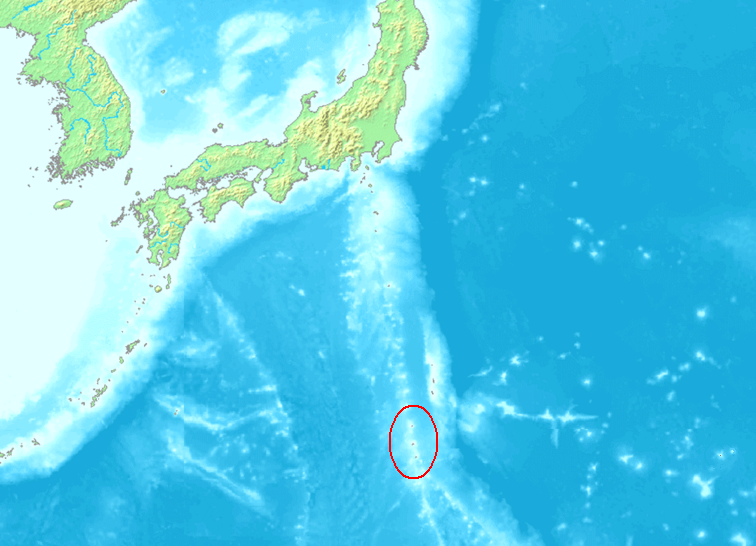
北硫黄島が所属する火山列島の位置

北硫黄島は東京の南約1000キロに広がる小笠原諸島に属する、三島で構成される火山列島の一番北側にある島である。西方には沖縄本島などから構成される南西諸島があり、南方にはマリアナ諸島などが属するミクロネシアがある。一方、東側は遠くハワイ諸島の北西にあるミッドウェー島まで島らしい島はない。小笠原諸島は他の陸地から離れた場所に位置しており、これまで大陸や大きな島と地続きとなったことがない海洋島に分類されるが、小笠原諸島の有史以前の文化は、北の日本列島、西の沖縄諸島、南のミクロネシアのいずれかから伝えられたものと考えられている。
北硫黄島は火山活動によって形成された火山島で、南北約3.5キロ、東西約2キロ、面積は5.57平方キロメートルの南北に長い楕円形をしている。標高792メートルの榊ヶ峰を筆頭に島の中心部の南北に山が並び、海岸の多くは急峻な海食崖であり、島全体としても急峻な地形が多く平坦な場所は少ない。その中で島の中心部から流れ出す沢が海に注ぐ場所には小規模ながら扇状地が見られ、緩斜面を形成している。戦前に集落があった島東部の石野村や北西部の西村は、そのような扇状地部分に形成された。
北硫黄島周辺の海では、北東部と西部を除き幅約100メートル程度の裾礁があり、特に石野村と西村付近の沿岸部は裾礁が発達している。中でも旧石野村沿岸の裾礁には切れ目が存在し、大きな入江がない外洋の島であるため接岸が困難である北硫黄島の中では、波を遮る効果がある裾礁に囲まれ、しかも小船が通れる切れ目がある旧石野村は最も接岸が容易な場所であった。石野遺跡は接岸が最も容易で扇状地の緩斜面がある、北硫黄島の中では最も居住に適していると考えられる石野村付近にある。

### 島の発見と開発の開始
1543年、スペイン船サン・ファン号は3つの島から構成される火山列島を発見した。この時点で火山列島は無人島であったとされ、そのため石野遺跡は16世紀以前のものであると考えられている。16世紀後半以降、火山列島はフィリピンからメキシコへ向かうスペインのガレオン船航路に近かったため、北硫黄島の目撃情報も散見される。
1876年（明治9年）、日本政府は小笠原諸島の領有を諸外国に通知し認められた。その後内務省の所轄となった小笠原諸島に移住が再開された。1889年（明治22年）、田中栄三郎が硫黄島と北硫黄島に上陸し、北硫黄島は土地が肥沃で水も得られる等の報告をした。田中の報告に触発された母島在住の石野平之丞は1896年（明治29年）に北硫黄島に上陸し、小笠原島庁の許可を得て1899年（明治32年）には北硫黄島に移住し開拓を開始した。北硫黄島には東海岸に石野村、北西海岸に西村という二つの集落が形成され、最盛期には約200人の島民が居住し、主にサトウキビ栽培に従事していた。当時の北硫黄島は石野村を中心としてサトウキビ畑が広がっていた。

### 大正時代に発見された磨製石斧
1920年（大正9年）、東京大学教授の中井猛之進らは、小笠原諸島とマリアナ諸島方面の植物調査に赴いた。その際、北硫黄島の調査も試みたが、海が荒れたために上陸は出来なかった。しかし北硫黄島駐在の警察官が、艀で北硫黄島で発見された磨製石斧を中井らに届けたとされる。
北硫黄島出土とされる磨製石斧は3つ現存しており、「北硫黄島石野平之丞献」と書かれた墨書も遺されている。言い伝えでは石斧は島内のサトウキビ畑の中から発見されたとされ、石野村付近のサトウキビ畑から発見された可能性が指摘されている。
北硫黄島から出土した磨製石斧は、マリアナ諸島の磨製石斧との関連性が指摘されており、同様の石斧が父島の旧家で敲石として用いられていたことが1983年（昭和58年）に発見され、また八丈島からも同様の磨製石斧が発見されており、ともにマリアナ諸島との関連性が指摘されている。

### 小笠原諸島で行なわれた先史時代の遺跡調査
東京都教育委員会では、1972年（昭和47年）に東京都遺跡地図を作成する中で小笠原諸島の遺跡についても調査を行った。この中で父島の大根山遺跡から打製石斧などの石器類、そして母島からも骨角器と貝製品を採取し、有史以前、小笠原諸島に人が居住していたことが明らかとなった。その後1984年、1985年（昭和59、60年）と、国際基督教大学考古学研究室の手によって父島、母島の調査が行われ、母島から中世の頃の可能性がある素焼きの土器が発掘された。
小笠原諸島にも開発の手が伸びだす中、日本列島、南西諸島、そしてマリアナ諸島などからの文化的影響が想定される小笠原諸島の先史時代の遺跡について調査を行うことを目的として、小笠原諸島他遺跡分布調査会が組織され、平成元年度から3年度にかけて3ヵ年の計画で小笠原諸島の遺跡調査が実施された。予算不足等のため、聟島列島、硫黄島、南硫黄島、南鳥島などは調査を行うことが出来なかったが、父島列島、母島列島、そして1920年に磨製石斧の存在が明らかとなった北硫黄島の調査が行われた。
北硫黄島では、平成元年度は台風接近の影響で調査を行うことが出来なかったが、平成2年度と平成3年度には調査が行われ、1991年（平成3年）7月、平成3年度の調査の中で石野遺跡が発見された。

## 石野遺跡の発見と調査の経緯

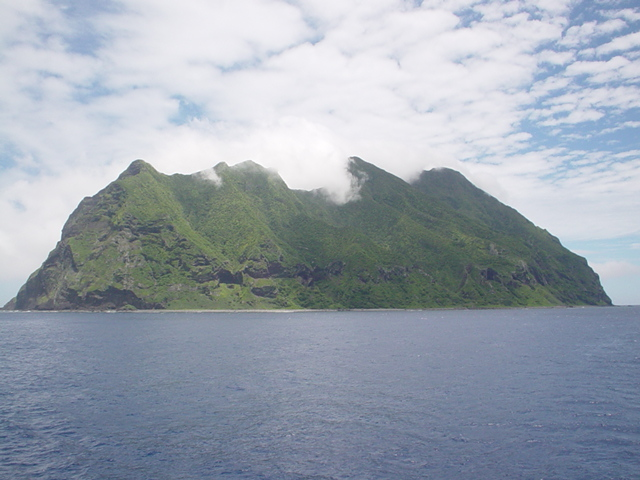
北硫黄島

平成2年度の調査では、かつて集落があった石野村と西村の跡についての調査とともに、大正時代に島内のサトウキビ畑で発見されたと伝えられる磨製石斧の発見場所を探ることを目的として石野村付近のサトウキビ畑跡の調査が行われたが遺跡の発見には至らなかった。
平成3年度の調査時、石野村周囲に調査範囲を広めていく中で、石野村裏手の斜面に巨石の周囲に磨石、素焼きの土器、貝片などが散乱した遺跡が発見され、石野遺跡と命名された。この時の調査では線刻画が描かれた巨石とその周囲に積石で造られた遺構、そして巨石から北西側数十メートルの場所に造られた祭壇状の遺構とその周囲にある積石で造られた遺構の存在などが明らかとなった。そして巨石と祭壇状の遺構の周囲からは土器、貝製品、石器が採集された。
石野遺跡の発見に伴い、東京都教育委員会では平成5年度から2年計画で石野遺跡の調査を実施することになった。そして1993年（平成5年）7月に初年度の調査が行われ、多くの土器、石器などの遺物が採集され、遺跡の状態もかなり明らかとなった。しかし調査途中の7月14日、調査隊員のうち2名が行方不明となり、調査は中断された。行方不明となった2名は水死体となって発見された。この事件の影響により、翌年に予定されていた調査は中止され、その後現在に至るまで石野遺跡の再調査は行なわれていない。

## 遺跡の立地
石野遺跡は北硫黄島東部の海岸付近にあった、かつての集落である石野村裏手の標高44-53メートルの比較的緩やかな傾斜地にある。遺跡の北側には北硫黄島唯一の、常時水が流れる川である渋川があるが、渋川の水は硫黄や鉄分の含有量が多く飲用には適さないと見られる。渋川流域には数ヶ所から湧水が見られ、かつての石野村住民はこれらの湧水と同じ水脈の井戸を水源として利用していたと考えられる。
また石野遺跡は、島の反対側にあたる西村へ向かう道や、島の最高峰である榊ヶ峰への登山道上にある。そして石野遺跡発見のきっかけになった線刻画が刻まれた巨石は、海上からも確認が可能である。

## 遺跡の状況
石野遺跡は全体がクサトベラの潅木の中にあり、約30×50メートルの範囲に分布している。しかしこれは1991年と1993年の限られた調査期間の中で確認された範囲であるため、本来の遺跡の範囲はもっと広いことが想定される。また遺跡全体が現在はカツオドリの営巣地となっていて、遺跡を構成する巨岩や積石、そして採集された土器などの中にはカツオドリの糞によって白くなっているものもあった。
遺跡は一定の規則性を持って配列された大きな石が見られ、また人頭大の礫や小石を積み上げた積石が確認できる。大きな石や積み石は北西と南東の二ヶ所に分かれて分布しており、その間には目立った石が見られない広場状の場所が存在する。北西側の大石や積み石群をA地区、南東側のものをB地区と呼んでいる。なおかつて北硫黄島に居住していた古老によれば、戦前から石野遺跡のある場所に石積が存在していることは知られていたという。
A地区には二列のやや弧を描くように並ぶ大石があり、それら石列の上部は比較的平坦になっていて鏡石と名づけられた大岩がある。A地区とB地区の間の広場から見ると、A地区の光景は祭壇のように見える。鏡石の周囲には礫が並べられ、中には長方形の石皿や棒状の石が立てられている。また礫や小石などを積み上げた積石が10ヵ所確認されたが、外観のみからの判断であるため、正確な積石の数や内容については不明である。またA地区の石列のうち東側は崩壊している部分が目立つ。これは第二次世界大戦末期、日本軍の北硫黄島守備隊が防空監視壕を建設した際に崩壊した可能性が指摘されている。
A地区とB地区の間の広場は、長径約11メートル、短径約8.5メートルあり、比較的平坦であり目だった石は全く見られず、また土器や石器などの遺物の分布も少ない。ここは祭祀ないし墓地であると考えられるA地区とB地区の拝礼の場とも考えられている。また戦前、この広場にあたる付近はサトウキビの集積場であり、この地域に石や遺物が少ないのは、サトウキビ集積場を作る際に整地が行われた可能性がある。1993年の調査時、広場に5メートル×3メートルのトレンチが設定され、トレンチ内からは石器製作時の剥片、土器片、動物の遺体等が検出された。
B地区は広場の南東側に円弧を描く石列と積石が見られる比較的平らな区域と、その東側に広がる比較的急傾斜で大きな石が目立つ区域に分けられる。比較的平らな区域の東側は半円を描く幅約1.5メートル、高さ約1.0メートル、奥行き約1.2メートルという大きな石の列によって区切られ、また平らな区域の山側には直径6メートル程度の円を描く石列が存在する。そして円を描く石列の南外側にも石列が確認できる。
比較的急傾斜の区域には、遺跡発見のきっかけとなった、海からも望見できる線刻画が刻まれた幅約1.5メートル、高さ約1.6メートル、奥行き約1.5メートルの巨石があり、その周囲には大石を含む石が多数存在する。この区域の石の中には石囲いや石垣と見られるものがあり、これは第二次世界大戦末期、日本軍の北硫黄島守備隊が防空監視壕を建設した際の陣地跡と考えられている。戦時中の陣地構築による石積と遺跡を形成する石積は形態が明らかに異なり、区別が可能である。B地区東側の傾斜地に多くの石が集められているのは戦時中の陣地構築によるものばかりではなく、石列や石積を造る中で石の移動がなされたものと考えられている。
A地区と同じように、B地区にも礫や小石などを積み上げた積石が15ヵ所確認された。B地区の積石の特徴としては、平らな区域の南東側に円弧を描く石列の間を埋めるように作られたものが多く見られ、残りの石積は平らな区域に存在する。やはりA地区の積石と同じく外観のみからの判断であるため、B地区の正確な積石の数や内容については不明であるが、B地区の2号と名づけられた積石のみ1993年の調査時、積石の解体調査が行なわれた。調査期間中に発生した水難事故により調査は中断し、全ての積石の解体までには至らなかったが、積石の中から棒状の石器や石斧の破片、そしてシャコガイが検出された。
B地区内の巨石に確認された線刻画は、幅約1センチ、深さ数ミリの深さで刻まれており、山形、十字形、ひし形、αのような形が確認できるが、何について刻まれたものかは不明である。周辺の大石の中にも線刻画と思われるものが見られたが、詳細について確認されていない。

## 出土品について
1991年と1993年の調査によって、石野遺跡からは土器片約850点、石器類179点、動物遺体686点が採集、検出された。石野遺跡の特徴としては、遺跡を構成する石列や石組が地表に露出しているのと同じく、多くの遺物が地表に露出している点が挙げられる。地表から採集された以外の遺物は、1993年の発掘時に行なわれた、広場に設定されたトレンチからの遺物と解体調査が行われたB地区の2号積石からの遺物のみである。また土器の多くはB地区東斜面の線刻画が確認された巨岩付近から採取され、石器についてはA地区では中心の鏡岩や二列の石列周辺から、そしてB地区では石列や積石、線刻画が確認された巨岩付近から多く採集された。

### 土器について
石野遺跡から採集された土器は、厚手の大型土器と薄手の小型土器の大きく2種類に分けられる。いずれの土器も文様が刻まれていない無紋土器である。土器の胎土には岩片が多く混入しており、多くの土器の表面にひび割れが確認できる。また一部の土器からは白色の顔料の塗布が確認されている。
土器の多くは深鉢形の土器であったと考えられ、大きなものでは口径60センチになるものもあったと考えられる。その他小型の深鉢形の土器、舟形の土器などが見られる。土器の底部は平底で、タコノキの葉を編んだものと見られる網目の跡が確認される。
土器の中には焼成前に開けられたと考えられる穴があるもの、そして線刻がみられるものもある。また土器片に付着した炭化物を放射性炭素年代測定法のひとつであるAMS法で分析したところ、1世紀頃の数値が出た。
石野遺跡から採取された土器の中には、八丈島の湯浜遺跡から出土した土器に類似しているものも見られるが、約6000年前の縄文時代早期末から前期初頭のものと考えられている湯浜遺跡と、1世紀頃の可能性が高いと考えられている石野遺跡とでは全く年代が異なる。またマリアナ諸島で紀元前1500年頃から見られるマリアナ赤色土器と、紀元後800年以降に見られる無紋土器とは形態が異なり、今のところ石野遺跡の土器は北硫黄島で採取された粘土で作られた、島独自の土器であると考えられている。土器の胎土の分析からも、安山岩質ないし玄武岩質の堆積土からなる粘土とされ、石野遺跡すぐ北側を流れる渋川周辺で採取された粘土を材料に作られた土器であると推定されている。

### 石器について
石野遺跡から採取された石器は、大小の打製石斧と棒状の石器、石皿などに大別される。打製石斧は木材の伐採用、舟の建造用、根菜の採掘用などに用いられたと考えられる。棒状の石器の中には南太平洋でパウンダーと呼ばれる調理具と類似したものがあり、石皿、石臼とともに根菜類や木の実をすりつぶす際などに用いられたと考えられる。石器の石の材料も土器と同じく、北硫黄島のものを用いたと考えられている。

### 貝製品やサンゴの出土
石野遺跡からはシャコガイやウミガメの甲羅を利用した貝斧なども採取された。またB地区にあるいくつかの積石では、シャコガイとサンゴが対になって置かれたものがあり、B地区の2号積石の中からシャコガイが検出されたことからも、祭祀ないし墓地の遺構と考えられる積石の中で、シャコガイが重要な役割を果たしていることが想定される。縄文時代晩期から弥生時代にかけて、沖縄本島の配石墓にシャコガイとサンゴが埋納される例が多くみられるが、これらと1世紀頃と推定される石野遺跡とはほぼ同時期であることから、石野遺跡は沖縄本島からの文化の影響下にあったと推定する説もある。

### 動物関連の出土品
1993年の調査時、広場に設定されたトレンチからは多くの動物遺体が検出された。まずウミガメ類の成獣の骨が検出され、食用としていたものと考えられるが、骨が細かく破砕されており、骨の一部からは意図的に切断した跡や熱を加えた跡も確認されるため、食用以外にも用いられた可能性がある。その他魚類、貝類、イルカ等食用とされたと考えられる遺体が検出されている。またイノシシの骨も検出されたが、骨の形態からブタである可能性が高く、トレンチの地上部近くから検出されたこともあり、年代的に新しい時代のものである可能性がある。

## 遺跡の年代について
石野遺跡の年代は、16世紀に北硫黄島を始めとする火山列島が発見された時、無人島であったことから16世紀以前のものと考えられている。そして1991年の調査時に採取されたシャコガイと、1993年の調査時に採取された土器に付着した炭化物を用いて年代測定が行なわれ、ともに紀元1世紀頃のものとの結果が出ている。
石野遺跡の全貌がまだ明らかになっておらず、遺跡を作った人々がどこからやってきたのかはっきりしない現状では、出土した土器や石器などから年代を推定することが出来ないため遺跡の年代は確定していないが、2つの年代測定の結果から1世紀頃のものとの説が有力である。

## 石野遺跡の特徴と謎
打製石斧などが採取された、父島の大根山遺跡が破壊されて、現状を留めていないため、北硫黄島の石野遺跡は、現在知られている唯一の確実な小笠原諸島内の先史時代の遺跡である。
調査中に発生した死亡事故の影響もあり、石野遺跡はまだその全貌が明らかになっていないが、大陸や日本本土から遠く離れた北硫黄島にあり、巨石で造られた特徴的な石列や石組、そして数多く採取された土器や石器などから、注目すべき遺跡である。巨石を用いた文化は、マリアナ諸島を始め太平洋各地で見ることができる文化であり、またシャコガイやサンゴが重要性を持つ文化は、沖縄方面からの文化の流入が想定される。
石野遺跡の最大の謎は、今のところその文化の源流がはっきりしていない点である。これまでのところ、沖縄方面からの影響が強いとの説が唱えられており、またマリアナ諸島からの影響も指摘されている。しかし現状では石野遺跡の全貌が明らかになっていないこともあり、いずれも定説とはなっていない。また縄文文化は伊豆諸島の八丈島まで広まっていることが明らかになっており、日本本土からの影響の有無についても解明されていない。
また、北硫黄島で大正時代に発見されたとされる磨製石斧が、これまで石野遺跡から全く発見されていないことも大きな謎となっている。マリアナ諸島の文化と関連が深いとされる同様の石斧は父島、そして八丈島でも発見されており、かなりの広がりを持った文化圏の産物であることが想定されているが、この磨製石斧を作った文化と石野遺跡を作った文化の関係は、現在のところ全く明らかにされていない。